# American Airlines' flynummer 11
American Airlines' flynummer 11 (engelsk:American Airlines Flight 11) var det første fly, der blev kapret under terrorangrebet den 11. september 2001. Flyet skulle oprindeligt fra Boston mod Los Angeles International Airport, men endte med at blive kapret af fem terrorister, som styrtede flyet ind i World Trade Centers nordlige tårn i New York.
Flykapringen begyndte femten minutter efter starten, da kaprerne gik til angreb på mindst tre personer, og overmandede kaptajnen og andenpiloten. Mohamed Atta, som var et kendt medlem af al-Qaeda, var uddannet pilot, og overtog kontrollen med flyet. Flyveledere bemærkede at flyet var i nød, da besætningen standsede med at reagere på deres meddelelser. De indså at flyet var blevet kapret, da Atta fejlagtigt sendte meddelelser til flyvekontrollen i stedet for passagererne. Om bord på flyet kontaktede kabinepersonalet flyselskabet American Airlines, og gav dem oplysninger om flykaprere og deres angreb på passagererne og besætningen.
Flyet styrtede ind i det nordlige tårn i World Trade Center-komplekset klokken 08:46 og dræbte alle 92 mennesker om bord, herunder flykaprerne. Mange mennesker der gik på gaderne i New York, blev vidne til hændelsen. To af dem var Jules og Gedeon Naudet der som de eneste filmede da flyet ramte tårnet. Før kapringen blev bekræftet, begyndte nyhedsbureauer at rapportere om hændelsen og spekulere på om flystyrtet var en ulykke eller ej. Styrtet og den efterfølgende brand fik det nordlige tårn til at kollapse, hvilket resulterede i tusindvis af yderligere dødsfald. Under oprydningen ved Ground zero kunne nogle af de afdøde fra Flight 11 identificeres, mens mange andre ikke kunne identificeres.

## Flyet
Flyet var af typen Boeing 767-223ER og blev leveret i 1987, med registreringsnummeret N334AA. Kapaciteten på flyet var 158 passagerer, men under angrebene den 11. september var kun 81 passagerer og 11 besætningsmedlemmer om bord. Flyet havde 158 pladser (9 på første klasse, 30 på businessclass og 119 på økonomiklassen). Dette var en let belastning på 51 procent, men mere end den gennemsnitlige belastningsfaktor for tirsdag formiddage for dette fly, der var på 39 procent i månederne forud for den 11. september. De 11 besætningsmedlemmer inklusiv luftkaptajnen John Ogonowski, andenpiloten Thomas McGuinness, og kabinepersonalet bestående af: Barbara Arestegui, Jeffrey Collman, Sara Low, Karen Martin, Kathleen Nicosia, Betty Ong, Jean Roger, Dianne Snyder og Madeline Sweeney, var om bord på Flight 11 den 11. september 2001.
Alle de 92 mennesker om bord blev dræbt. Herunder var skaberen og produceren af serien Frasier, David Angell og hans hustru, sammen med skuespillerinden Berry Berenson, blandt passagererne. Skaberen af serien Family Guy, Seth MacFarlane skulle også have været om bord på flyet, men ankom ikke til lufthavnen i tide.

### Flykaprernes ankomst til lufthavnen
Flykapreren Abdulaziz al-Omari og den taktiske leder bag angrebene, Mohamed Atta ankom til Portland International Jetport klokken 05:41 den 11. september 2001. De gik om bord på Colgan Air Flight 5930, som var planlagt til af afgå fra Portland mod Boston klokken 06:00. Begge flykaprere, havde billetter til første klasse med et tilslutningsfly til Los Angeles. Mohamed Atta blev kontrolleret med to tasker, dog havde Adulaziz al-Omari ingen bagage med. Atta måtte igennem en ekstra kontrol, men det endte dog ikke med at blive store problemer, og han gik om bord uden nogen problemer. Flyet forlod Portland til tiden og ankom til Boston klokken 06:45. De tre andre flykaprere, Waleed al-Shehri, Wail al-Shehri, og Satam al-Suqami, ankom til Logan Airport klokken 06:45, efter at de havde forladt deres udlejningsbil i lufthavnens parkeringshus. Klokken 06:52, ringer en af kaprerne på Flight 175: Marwan al-Shehhi, til Mohamed Attas mobiltelefon fra en telefon ved Logan Airport.
Da Atta og Omari ikke kunne skaffe sig et boardingpas for Flight 11 i Portland, gik de igennem sikkerhedskontrollen i Boston. Efter check-in fra Portland, blev Mohamed Attas bagage ikke tjekket af flyselskabets embedsmænd. De andre kaprere Suqami, Wail al-Shehri, og Waleed al-Shehri blev kontrolleret i Boston. Wail al-Shehri og Suqami gik begge om bord med en taske; Waleed al-Shehri havde ingen bagage. De tre kaprere blev taget til et udvidet bagagecheck. Scanningen bragte dog ingen yderligere problemer.
Klokken 07:40 var alle de fem flykaprere gået om bord på Flight 11, som var planlagt til at afgå klokken 07:45. Mohamed Atta sad på sæde 8D, Abdulaziz al-Omari på 8G og Suqami på 10B. Waleed al-Shehri og Wali al-Shehri sad på første klasses sæde 2B og 2A. Flyet forlod Logan International Airport klokken 07:59, efter 14 minutters forsinkelse.
Kapringsholdet på flyet:
- Mohamed Atta, pilot.
- Satam al-Suqami, "gorilla".
- Abdulaziz al-Omari, "gorilla".
- Waleed al-Shehri, "gorilla".
- Wail al-Shehri, "gorilla".

### Kapringen af flyet
9/11 kommissionen skønnede, at kapringen begyndte klokken 08:14, da piloterne stoppede med at reagere på anmodninger fra Boston Air Route Traffic Control Center (Boston ARTCC). Det menes, at Waleed al-Shehri var flykapreren der indledte kapringen. Klokken 08:13:29, reagerede piloterne på en anmodning fra Boston om at udføre et drej til højre. Klokken 08:13:47, beordrede Boston-flykontrollen piloterne til at stige til marchhøjden på 11.000 meter, men fik intet svar. Klokken 08:16, var flyet i en højde af 8.800 meter, og kort tid derefter afviger det fra sin planlagte rute. Boston ARTCC gjorde flere forsøg på at komme i kontakt med Flight 11, men fik aldrig noget svar,. Klokken 08:21 stoppede flyet med at transmittere sit Mode-C transpondersignal.
Ifølge stewardesserne Madeline Sweeney og Betty Ong, som kontaktede flyselskabet American Airlines under kapringen, havde flykaprerne stukket stewardesserne Karen Martin og Barbara Arestegui ned og skåret halsen over på passageren Daniel Lewin. Daniel Lewin sad på sæde 9B og Suqami sad bag ham på sæde 10B. 9/11 kommissionen har foreslået, at Suqami kan have stukket og dræbt Daniel Lewin, efter at han forsøgte og forhindre flykapringen. Under et fire minutter langt opkald til American Airlines' operationscenter, fortalte Betty Ong om manglende kommunikation og adgang til cockpittet, samt skader på besætningen og passagererne. Hun angav flykaprernes plads i flyet, som senere hjalp efterforskerne med at fastslå deres identitet.
Klokken 08:23:38, forsøgte Mohamed Atta at sende en meddelelse til passagererne, men trykkede på den forkerte knap og sendte beskeden til Boston ARTCC. Flyvelederne hørte Atta annoncere følgende: "Vi har nogle flyvemaskiner, bare bliv rolig, og du er okay. Vi vender tilbage til lufthavnen ". Klokken 08:24:56, meddelte han, "Ingen rør sig. Alt vil blive okay. Hvis du forsøger at lave nogle bevægelser, vil du bringe dig selv og flyvemaskinen i fare. Bare bliv stille." Som før, troede han at han kun sendte beskeder til passagererne, men hans stemme blev registreret af flyveledere. Efter transmissioner af Atta, og den manglende evne til at kontakte passagerflyet, indså flyveledelsen ved Boston ARTCC at flyet var blevet kapret. Efter den anden nævnte transmission, kontaktede Boston Air Traffic Control System Command Center, Herndon, Virgnia, og Cape TRACON ved Otis Air National Guard Base på Cape Cod. Klokken 08:26, vendte flyet mod syd. Klokken 08:32 blev FAAs hovedkvarter orienteret om kapringen.
Klokken 08:33:59, sendte Atta endnu en besked: "Ingen rør sig, vi flyver tilbage til lufthavnen, ikke forsøg at gøre noget dumt." Klokken 08:37:08, verificerede piloterne fra Flight 175, Flight 11's placering og position til flyvekontrollen. Boston ARTCC forbigik deres standardprotokoller og kontaktede North American Aerospace Defense Command (NORAD) Northeast Air Defense Sector (NEADS) i Rome, New York. NEADS beordrede to F-15 jagerfly med kaldesignalerne Panta 45, 46 ved Otis Air National Guard Base i Sandwich, Massachusetts, til at afskære Flight 11. Tjenestemændene Lt. Colonel Timothy Duffy " og Maj. Dan Nash "Nasty" ved Otis brugte et par minutter på at få tilladelse til take-off. Flight 11 foretog sin endelige kursændring mod Manhattan klokken 08:43. Ordren til at sende flyene af sted blev givet klokken 08:53. Men på det tidspunkt, var Flight 11 allerede styrtet ind i World Trade Center. Af de fire kaprede fly den 11. september, var den ni minutters forudanmeldelse om kapringen af Flight 11 det længste tid som NORAD havde brugt på at svare, før flyet ramte sit mål.

### Styrtet
Klokken 08:46:40, fløj kaprerne med vilje Flight 11 ind i den nordlige facade af det nordlige tårn ved World Trade Center-komplekset. Flyet ramte mellem tårnets 93. og 99. etage.
Flere vidner så flyet flyve i lav højde over Manhattan og troede, at flyet var i nød. Havnemyndighedens politimand William Ross fortalte: "Jeg forsøgte at observere flyet, så godt som jeg kunne, for røg, ild eller nogen form for damp. Men der var intet. Landingsstellet var oppe og dørene var lukket. Flyet var, som jeg sagde, på vej sydpå med en høj hastighed. Det fløj helt lige. Piloten syntes ikke at kæmpe for at bevare kontrollen over flyet." Løjtnant William Walsh i Fire Department of New York City oplevede også flystyrtet: "Vi fik indtryk af at han var på vej ned, men vi hørte ikke noget mekanisk problem. Vi forstod ikke hvorfor et American Airlines fly ville flyve så lavt over downtown Manhattan. Vi forventede at han ville flyve mod Hudson, men han steg bare en lille smule, fladede ud, og styrede lige mod Trade Center. Og så lige før han nåede Trade Center var det som om han satte farten op. Vi stod bare og så på det her fly på vej mod World Trade Center. Pludselig, boom! forsvinder han ind i Trade Center."
Skaderne på det nordlige tårn ødelagde enhver evakueringsvej over kollisionsområdet. Alle trappeopgange og elevatorer fra den 92. etage og op blev ødelagt, og spærrede 1.344 mennesker inde i tårnene. I følge kommissionsrapporten blev flere hundrede dræbt på stedet, mens resten blev fanget og døde som følge af den efterfølgende brand, og eventuelle sammenbrud i nogle tilfælde valgte folk at springe ud fra tårnet og begå selvmord, der var dog også nogle der faldt ud. Elevatorskakterne blev fyldt med brændende flybrændstof gennem bygningen. Mindst én elevatorskakt, eksploderende på den 77. og 22. etage, og på gadeplan ved West Side Lobby.
Jules Naudet; en fransk fotograf, og Pavel Hlava, en tjekkisk immigrant, filmede flystyrtet. Et webcam, der var nedsat af Wolfgang Staehle på en kunstudstilling i Brooklyn for at tage billeder af Lower Manhattan hvert fjerde sekund, optog også billeder af Flight 11 styrte ind i det nordlige tårn. Et WNYW-kamera nede på jorden filmede de umiddelbare eftervirkninger.
Nyhedsorganisationer rapporterede om en eksplosion eller ulykke på World Trade Center. CNN afbrød en reklameblok klokken 08:49 med overskriften "World Trade Center Disaster".
Live via telefon fra sit kontor på CNN's New York-kontor, rapporterede CNNs vicepræsident for finansiering Sean Murtagh, at et stort passagerfly havde ramt World Trade Center. Til sidst afbrød alle andre tv-kanaler deres udsendelser og sendte om flystyrtet. Den daværende præsident George W. Bush ankom til Emma E. Booker Elementary School i Sarasota, Florida. Først rapporteredes det at flystyrtet var en ulykke, indtil United Airlines Flight 175, et andet Boeing 767 på vej mod Los Angeles, fløj ind i det sydlige tårn klokken ca 09:03.

## Efterfølgende
Efter styrtet brændte- og kollapsede det nordlige tårn. Selvom styrtet selv medførte omfattende strukturelle skader, var det den langvarige brand der antændte ved jetbrændstof, som der fik skylden for den strukturelle svigt i tårnet. Udover passagerne i flyet og personer i tårnet, døde hundredvis af redningsarbejdere, da tårnet kollapsede. Investeringsbanken Cantor Fitzgerald placeret gulve på etage 101 og 105 i tårn 1, mistede 658 medarbejdere, hvilket var betydeligt mere end nogen anden arbejdsgiver i World Trade Center.
Redningsarbejdere ved Ground zero fandt kropsdele fra Flight 11 i dagene efter angrebet. Nogle arbejdere fandt organer spændt på flysæder og opdagede liget af en stewardesse med hendes hænder bundet, hvilket tyder på kaprerne kan have brugt plastichåndjern. Inden for et år, havde man identificeret de jordiske rester af 33 ofre, som havde været om bord på Flight 11. De identificerede to andre Flight 11 ofre, herunder den ledende stewardesse Karen Martin, efter at kropsdelene blev opdaget i nærheden af Ground Zero i 2006. I april 2007, identificererede eksaminatorer med nyere DNA-teknologi endnu et Flight 11-offer. Resterne af to flykaprere, der potentielt fra Flight 11, blev også identificeret og fjernet fra Memorial Park ved Manhattan. [56] Resterne af de andre flykaprere er ikke blevet identificeret og ligger begravet med andre uidentificerede personer.
Flykapreren Satam al-Suqamis pas blev fundet på gaden nedenfor. Passet var dyppet i flybrændstof, da det blev samlet op fra gaden af en forbipasserende, som der gav det videre til New York City Police Department, kort før sydtårnet styrtede sammen. Efterforskere mener at Mohamed Atta's bagage, var ikke læsset om bord på flyet. I Atta's bagage fandt de al-Omaris pas og kørekort, en videokassette for et Boeing 757 fly, en sammenfoldelig kniv, og en peberspray. I en optagelse fundet nogle måneder senere i Afghanistan, tog Al-Qaedas' leder, Osama bin Laden, æren for angrebet. Angrebet på World Trade Center overskred, selv bin Ladens forventninger: Han havde ventet at blot etager over flyet ville bryde sammen.
Efter angrebene blev rutenummeret for flyvninger på samme rute og samme start, ændret til American Airlines Flight 25, og en Boeing 757 og senere en Boeing 737, der i øjeblikket anvendes i stedet for en Boeing 767. Et amerikansk flag er blevet opsat ved Gate B32, hvorfra Flight 11 afgik fra Logan Airport.

## Eksterne links
- Wikimedia Commons har flere filer relateret til American Airlines' flynummer 11
- The Final 9/11 Commission Report Arkiveret 7. august 2010 hos  Wayback Machine
- 9-11 NTSB Report
- Picture of aircraft Pre 9/11
- Victims of the American Airlines Flight 11 Arkiveret 12. januar 2010 hos  Wayback Machine
- Archive of American Airlines siteexplaining that all aircraft are accounted for, September 11, 2001
- with condolences for deceased, September 12, 2001

40°42′N 74°00′V / 40.7°N 74°V